# Jyavalli, Hirekerur
Jyavalli là một làng thuộc tehsil Hirekerur, huyện Haveri, bang Karnataka, Ấn Độ.